# Grewia pubescens
Grewia pubescens är en malvaväxtart som beskrevs av Ambroise Marie François Joseph Palisot de Beauvois. Grewia pubescens ingår i släktet Grewia och familjen malvaväxter. Inga underarter finns listade i Catalogue of Life.